# Rally di Svezia 2013
Il Rally di Svezia 2013, che si è corso dall'8 al 10 febbraio, è stato il secondo della stagione 2013 e ha registrato la prima vittoria della Volkswagen Polo R WRC guidata da Sébastien Ogier.

## Elenco iscritti
| Principali iscritti | Principali iscritti         | Principali iscritti | Principali iscritti  | Principali iscritti  | Principali iscritti            | Principali iscritti |
| N°                  | Team                        | Classe              | Pilota               | Co-pilota            | Auto                           | Pneumatici          |
| ------------------- | --------------------------- | ------------------- | -------------------- | -------------------- | ------------------------------ | ------------------- |
| 1                   | Citroën Total Abu Dhabi WRT | WRC                 | Sébastien Loeb       | Daniel Elena         | Citroën DS3 WRC                | M                   |
| 2                   | Citroën Total Abu Dhabi WRT | WRC                 | Mikko Hirvonen       | Jarmo Lehtinen       | Citroën DS3 WRC                | M                   |
| 4                   | Qatar M-Sport WRT           | WRC                 | Mads Østberg         | Jonas Andersson      | Ford Fiesta RS WRC             | M                   |
| 5                   | Qatar M-Sport WRT           | WRC                 | Evgeny Novikov       | Ilka Minor           | Ford Fiesta RS WRC             | M                   |
| 6                   | Qatar World Rally Team      | WRC                 | Matthew Wilson       | Giovanni Bernacchini | Ford Fiesta RS WRC             | M                   |
| 7                   | Volkswagen Motorsport       | WRC                 | Jari-Matti Latvala   | Miikka Anttila       | Volkswagen Polo R WRC          | M                   |
| 8                   | Volkswagen Motorsport       | WRC                 | Sébastien Ogier      | Julien Ingrassia     | Volkswagen Polo R WRC          | M                   |
| 10                  | Abu Dhabi Citroën Total WRT | WRC                 | Khalid Al Qassimi    | Scott Martin         | Citroën DS3 WRC                | M                   |
| 11                  | Qatar World Rally Team      | WRC                 | Thierry Neuville     | Nicolas Gilsoul      | Ford Fiesta RS WRC             | M                   |
| 12                  | Lotos Team WRC              | WRC                 | Michał Kościuszko    | Maciej Szczepaniak   | Mini John Cooper Works WRC     | D                   |
| 14                  | Abu Dhabi Citroën Total WRT | WRC                 | Dani Sordo           | Carlos del Barrio    | Citroën DS3 WRC                | M                   |
| 15                  | Qatar World Rally Team      | WRC                 | Juho Hänninen        | Tomi Tuominen        | Ford Fiesta RS WRC             | M                   |
| 16                  | Henning Solberg             | WRC                 | Henning Solberg      | Emil Axelsson        | Ford Fiesta RS WRC             | M                   |
| 21                  | Jipocar Czech National Team | WRC                 | Martin Prokop        | Michal Ernst         | Ford Fiesta RS WRC             | D                   |
| 22                  | Pontus Tidemand             | WRC                 | Pontus Tidemand      | Ola Fløene           | Ford Fiesta RS WRC             | M                   |
| 23                  | Prodrive WRC Team           | WRC                 | Jarkko Nikara        | Jarkko Kalliolepo    | Mini John Cooper Works WRC     | M                   |
| 25                  | Autotek Motorsport          | WRC                 | Jari Ketomaa         | Kaj Lindström        | Ford Fiesta RS WRC             | D                   |
| 27                  | Hasse Gustafsson            | WRC                 | Hasse Gustafsson     | Mikael Johansson     | Ford Fiesta RS WRC             | M                   |
| 28                  | Oleksiy Tamrazov            | WRC                 | Oleksiy Tamrazov     | Pavlo Cherepin       | Ford Fiesta RS WRC             | M                   |
| 32                  | Škoda Auto Deutschland      | WRC-2               | Sepp Wiegand         | Frank Christian      | Škoda Fabia S2000              | M                   |
| 34                  | Symtech Racing              | WRC-2               | Yuriy Protasov       | Kuldar Sikk          | Subaru Impreza STi R4          | M                   |
| 35                  | Yazeed Racing               | WRC-2               | Yazeed Al-Rajhi      | Michael Orr          | Ford Fiesta RRC                | M                   |
| 36                  | Skydive Dubai Rally Team    | WRC-2               | Rashid Al-Ketbi      | Karina Hepperle      | Škoda Fabia S2000              | D                   |
| 38                  | Moto Club Igualda           | WRC-2               | Ricardo Triviño      | Àlex Haro            | Mitsubishi Lancer Evolution X  | M                   |
| 40                  | Arman Smailov               | WRC-2               | Arman Smailov        | Andrey Rusov         | Subaru Impreza                 |                     |
| 41                  | Nicolás Fuchs               | WRC-2               | Nicolás Fuchs        | Fernando Mussano     | Mitsubishi Lancer Evolution X  | D                   |
| 42                  | Anders Grøndal              | WRC-2               | Anders Grøndal       | Trond Svendsen       | Subaru Impreza                 | M                   |
| 43                  | Semerád Rally Team          | WRC-2               | Martin Hudec         | Jacub Kotál          | Mitsubishi Lancer Evolution IX | D                   |
| 45                  | Alexander Villanueva        | WRC-2               | Alexander Villanueva | Oscar Sanches        | Mitsubishi Lancer Evolution X  |                     |
| 46                  | Marco Vallario              | WRC-2               | Marco Vallario       | Antonio Pascale      | Mitsubishi Lancer Evolution X  | D                   |
| 47                  | DMACK-Autotek               | WRC-2               | Eyvind Brynildsen    | Anders Fredrikssen   | Ford Fiesta RRC                | D                   |

| Icona | Classe                                                                 |
| ----- | ---------------------------------------------------------------------- |
| WRC   | Equipaggio che può conquistare punti per il campionato costruttori WRC |
| WRC   | Equipaggio che non può conquistare punti per il campionato costruttori |
| WRC-2 | Equipaggio registrato al campionato WRC-2                              |

## Risultati

### Classifica
| Pos.                | N°                  | Pilota               | Co-pilota           | Team                        | Auto                           | Classe              | Tempo               | Distacco            | Punti               |
| Classifica Generale | Classifica Generale | Classifica Generale  | Classifica Generale | Classifica Generale         | Classifica Generale            | Classifica Generale | Classifica Generale | Classifica Generale | Classifica Generale |
| ------------------- | ------------------- | -------------------- | ------------------- | --------------------------- | ------------------------------ | ------------------- | ------------------- | ------------------- | ------------------- |
| 1                   | 8                   | Sébastien Ogier      | Julien Ingrassia    | Volkswagen Motorsport       | Volkswagen Polo R WRC          | WRC                 | 3:11:41.9           | 0.0                 | 28                  |
| 2                   | 1                   | Sébastien Loeb       | Daniel Elena        | Citroën Total Abu Dhabi WRT | Citroën DS3 WRC                | WRC                 | 3:12:23.7           | +41.8               | 18                  |
| 3                   | 4                   | Mads Østberg         | Jonas Andersson     | Qatar M-Sport WRT           | Ford Fiesta RS WRC             | WRC                 | 3:13:06.4           | +1:24.5             | 16                  |
| 4                   | 7                   | Jari-Matti Latvala   | Miikka Anttila      | Volkswagen Motorsport       | Volkswagen Polo R WRC          | WRC                 | 3:13:12.5           | +1:30.6             | 14                  |
| 5                   | 11                  | Thierry Neuville     | Nicolas Gilsoul     | Qatar World Rally Team      | Ford Fiesta RS WRC             | WRC                 | 3:16:48.3           | +5:06.4             | 10                  |
| 6                   | 15                  | Juho Hänninen        | Tomi Tuominen       | Qatar World Rally Team      | Ford Fiesta RS WRC             | WRC                 | 3:17:25.0           | +5:43.1             | 8                   |
| 7                   | 21                  | Martin Prokop        | Michal Ernst        | Jipocar Czech National Team | Ford Fiesta RS WRC             | WRC                 | 3:23:07.3           | +11:25.4            | 6                   |
| 8                   | 16                  | Henning Solberg      | Emil Axelsson       | Henning Solberg             | Ford Fiesta RS WRC             | WRC                 | 3:23:34.6           | +11:52.7            | 4                   |
| 9                   | 5                   | Evgeny Novikov       | Ilka Minor          | Qatar M-Sport WRT           | Ford Fiesta RS WRC             | WRC                 | 3:24:46.6           | +13:04.7            | 2                   |
| 10                  | 35                  | Yazeed Al-Rajhi      | Michael Orr         | Yazeed Racing               | Ford Fiesta RRC                | WRC-2               | 3:28:08.9           | +16:27.0            | 1                   |
| WRC-2               |                     |                      |                     |                             |                                |                     |                     |                     |                     |
| 1 (10.)             | 35                  | Yazeed Al-Rajhi      | Michael Orr         | Yazeed Racing               | Ford Fiesta RRC                | WRC-2               | 3:28:08.9           | 0.0                 | 25                  |
| 2 (11.)             | 42                  | Anders Grøndal       | Trond Svendsen      | Anders Grøndal              | Subaru Impreza WRX STi         | WRC-2               | 3:28:52.4           | +43.5               | 18                  |
| 3 (13.)             | 32                  | Sepp Wiegand         | Frank Christian     | Škoda Auto Deutschland      | Škoda Fabia S2000              | WRC-2               | 3:32:14.0           | +4:05.1             | 15                  |
| 4 (15.)             | 34                  | Yuriy Protasov       | Kuldar Sikk         | Symtech Racing              | Subaru Impreza STi R4          | WRC-2               | 3:37:10.2           | +9:01.3             | 12                  |
| 5 (16.)             | 41                  | Nicolás Fuchs        | Fernando Mussano    | Nicolás Fuchs               | Mitsubishi Lancer Evolution X  | WRC-2               | 3:42:58.7           | +14:49.8            | 10                  |
| 6 (19.)             | 40                  | Arman Smailov        | Andrey Rusov        | Arman Smailov               | Subaru Impreza WRX STi         | WRC-2               | 3:48:00.9           | +19:52.0            | 8                   |
| 7 (23.)             | 38                  | Ricardo Triviño      | Àlex Haro           | Moto Club Igualda           | Mitsubishi Lancer Evolution X  | WRC-2               | 3:57:28.0           | +29:19.1            | 6                   |
| 8 (26.)             | 36                  | Rashid Al-Ketbi      | Karina Hepperle     | Skydive Dubai Rally Team    | Škoda Fabia S2000              | WRC-2               | 4:06:11.4           | +38:02.5            | 4                   |
| 9 (28.)             | 45                  | Alexander Villanueva | Oscar Sanches       | Alexander Villanueva        | Mitsubishi Lancer Evolution X  | WRC-2               | 4:10:56.8           | +42:47.9            | 2                   |
| 10 (31.)            | 43                  | Martin Hudec         | Jacub Kotál         | Semerád Rally Team          | Mitsubishi Lancer Evolution IX | WRC-2               | 4:40:08.2           | +1:11:59.3          | 1                   |

### Prove Speciali
| Giorno                    | Prova         | Nome                                   | Lunghezza | Vincitore                         | Numero di gara | Team                        | Tempo   | Velocità Media | Leader del rally                 |
| ------------------------- | ------------- | -------------------------------------- | --------- | --------------------------------- | -------------- | --------------------------- | ------- | -------------- | -------------------------------- |
| Frazione 1 (7-8 febbraio) | SS1           | Karlstad Super-Special 1               | 1.90 km   | Sébastien Loeb Daniel Elena       | 1              | Citroën Total Abu Dhabi WRT | 1:34.5  | 72.38 km/h     | Sébastien Loeb Daniel Elena      |
| Frazione 1 (7-8 febbraio) | SS2           | Lesjöfors 1                            | 15.00 km  | Sébastien Ogier Julien Ingrassia  | 8              | Volkswagen Motorsport       | 9:15.8  | 97.15 km/h     | Sébastien Ogier Julien Ingrassia |
| Frazione 1 (7-8 febbraio) | SS3           | Värmullsåsen 1                         | 23.77 km  | Sébastien Ogier Julien Ingrassia  | 8              | Volkswagen Motorsport       | 13:48.0 | 103.35 km/h    | Sébastien Ogier Julien Ingrassia |
| Frazione 1 (7-8 febbraio) | SS4           | Vargåsen 1                             | 24.63 km  | Mads Østberg Jonas Andersson      | 4              | Qatar M-Sport WRT           | 13:45.1 | 107.46 km/h    | Sébastien Ogier Julien Ingrassia |
| Frazione 1 (7-8 febbraio) | SS5           | Lesjöfors 2                            | 15.00 km  | Sébastien Ogier Julien Ingrassia  | 8              | Volkswagen Motorsport       | 8:59.1  | 100.17 km/h    | Sébastien Ogier Julien Ingrassia |
| Frazione 1 (7-8 febbraio) | SS6           | Värmullsåsen 2                         | 23.77 km  | Sébastien Ogier Julien Ingrassia  | 8              | Volkswagen Motorsport       | 13:33.6 | 105.18 km/h    | Sébastien Ogier Julien Ingrassia |
| Frazione 1 (7-8 febbraio) | SS7           | Vargåsen 2                             | 24.63 km  | Sébastien Ogier Julien Ingrassia  | 8              | Volkswagen Motorsport       | 13:24.4 | 110.23 km/h    | Sébastien Ogier Julien Ingrassia |
| Frazione 1 (7-8 febbraio) | SS8           | Karlstad Super-Special 2               | 1.90 km   | Mikko Hirvonen Jarmo Lehtinen     | 2              | Citroën Total Abu Dhabi WRT | 1:35.9  | 71.32 km/h     | Sébastien Ogier Julien Ingrassia |
| Frazione 1 (7-8 febbraio) | SS8           | Karlstad Super-Special 2               | 1.90 km   | Thierry Neuville Nicolas Gilsoul  | 11             | Qatar World Rally Team      | 1:35.9  | 71.32 km/h     | Sébastien Ogier Julien Ingrassia |
| Frazione 2 (9 febbraio)   | SS9           | Sågen 1                                | 13.73 km  | Sébastien Ogier Julien Ingrassia  | 8              | Volkswagen Motorsport       | 7:07.4  | 115.65 km/h    | Sébastien Ogier Julien Ingrassia |
| Frazione 2 (9 febbraio)   | SS10          | Fredriksberg 1                         | 18.15 km  | Jari-Matti Latvala Miikka Anttila | 7              | Volkswagen Motorsport       | 10:24.6 | 104.61 km/h    | Sébastien Ogier Julien Ingrassia |
| Frazione 2 (9 febbraio)   | SS11          | Rämmen 1                               | 22.76 km  | Sébastien Loeb Daniel Elena       | 1              | Citroën Total Abu Dhabi WRT | 11:42.6 | 116.62 km/h    | Sébastien Ogier Julien Ingrassia |
| Frazione 2 (9 febbraio)   | SS12          | Hagfors Sprint 1                       | 1.87 km   | Mikko Hirvonen Jarmo Lehtinen     | 2              | Citroën Total Abu Dhabi WRT | 1:55.8  | 58.13 km/h     | Sébastien Ogier Julien Ingrassia |
| Frazione 2 (9 febbraio)   | SS13          | Sågen 2                                | 13.73 km  | Sébastien Loeb Daniel Elena       | 1              | Citroën Total Abu Dhabi WRT | 7:00.2  | 117.63 km/h    | Sébastien Ogier Julien Ingrassia |
| Frazione 2 (9 febbraio)   | SS13          | Sågen 2                                | 13.73 km  | Sébastien Ogier Julien Ingrassia  | 8              | Volkswagen Motorsport       | 7:00.2  | 117.63 km/h    | Sébastien Ogier Julien Ingrassia |
| Frazione 2 (9 febbraio)   | SS14          | Fredriksberg 2                         | 18.15 km  | Sébastien Ogier Julien Ingrassia  | 8              | Volkswagen Motorsport       | 10:16.6 | 105.97 km/h    | Sébastien Ogier Julien Ingrassia |
| Frazione 2 (9 febbraio)   | SS15          | Rämmen 2                               | 22.76 km  | Sébastien Ogier Julien Ingrassia  | 8              | Volkswagen Motorsport       | 11:42.9 | 116.57 km/h    | Sébastien Ogier Julien Ingrassia |
| Frazione 2 (9 febbraio)   | SS16          | Hagfors Sprint 2                       | 1.87 km   | Sébastien Loeb Daniel Elena       | 1              | Citroën Total Abu Dhabi WRT | 2:00.7  | 55.77 km/h     | Sébastien Ogier Julien Ingrassia |
| Frazione 3 (10 febbraio)  | SS17          | Mitandersfors                          | 27.07 km  | Sébastien Loeb Daniel Elena       | 1              | Citroën Total Abu Dhabi WRT | 14:00.1 | 116.00 km/h    | Sébastien Ogier Julien Ingrassia |
| Frazione 3 (10 febbraio)  | SS18          | Finnskogen 1                           | 16.82 km  | Sébastien Loeb Daniel Elena       | 1              | Citroën Total Abu Dhabi WRT | 9:00.0  | 112.13 km/h    | Sébastien Ogier Julien Ingrassia |
| Frazione 3 (10 febbraio)  | SS19          | Kirkenær 1                             | 7.16 km   | Sébastien Loeb Daniel Elena       | 1              | Citroën Total Abu Dhabi WRT | 5:42.7  | 75.21 km/h     | Sébastien Ogier Julien Ingrassia |
| Frazione 3 (10 febbraio)  | SS20          | Kirkenær 2                             | 7.16 km   | Sébastien Ogier Julien Ingrassia  | 8              | Volkswagen Motorsport       | 5:38.9  | 76.06 km/h     | Sébastien Ogier Julien Ingrassia |
| Frazione 3 (10 febbraio)  | SS21          | Finnskogen 2                           | 16.82 km  | Mads Østberg Jonas Andersson      | 4              | Qatar M-Sport WRT           | 8:55.8  | 113.01 km/h    | Sébastien Ogier Julien Ingrassia |
| Frazione 3 (10 febbraio)  | SS22          | \| \| Torsby \| \| (Power stage) \| \| | 19.26 km  | Sébastien Ogier Julien Ingrassia  | 8              | Volkswagen Motorsport       | 9:54.1  | 116.71 km/h    | Sébastien Ogier Julien Ingrassia |
| Svezia (bandiera)         | Torsby        |                                        |           |                                   |                |                             |         |                |                                  |
| Svezia (bandiera)         | (Power stage) |                                        |           |                                   |                |                             |         |                |                                  |

### Elenco Ritiri
| Prova | N° | Pilota            | Copilota           | Team                                     | Auto               | Classe | Causa             |
| ----- | -- | ----------------- | ------------------ | ---------------------------------------- | ------------------ | ------ | ----------------- |
| SS5   | 47 | Eyvind Brynildsen | Anders Fredriksson | DMACK-Autotek                            | Ford Fiesta RRC    | WRC-2  | Motore            |
| SS9   | 22 | Pontus Tidemand   | Ola Fløene         | Pontus Tidemand                          | Ford Fiesta RS WRC | WRC    | Motore            |
| SS15  | 10 | Khalid Al Qassimi | Scott Martin       | Abu Dhabi Citroen Total World Rally Team | Citroën DS3 WRC    | WRC    | Motore            |
| SS16  | 25 | Jari Ketomaa      | Kaj Lindström      | Jari Ketomaa                             | Ford Fiesta RS WRC | WRC    | Copilota ammalato |
| SS20  | 14 | Dani Sordo        | Carlos del Barrio  | Abu Dhabi Citroen Total World Rally Team | Citroën DS3 WRC    | WRC    | Uscita di strada  |